# ジャガー・XE
ジャガー・XE（英:Jaguar XE ）は、イギリスの自動車メーカー、ジャガーが製造・販売するDセグメントセダン型乗用車。

## 概要
コードネーム「X760」として開発され、まずは英国で2014年9月8日に公開された。続いて、10月に行われたモンディアル・ド・ロトモビル（パリサロン）でモーターショー初公開。
ジャガーにとっては、商業的に失敗に終わり、2008年に当時の親会社だったフォードがタタに保有株式を売却する契機を作ったXタイプ以来のDセグメント車であるが、今回はジャガー・ランドローバー（JLR）グループの完全自社開発である。

## メカニズム
コンセプトカーである「C-X17」で提唱された新開発のアルミニウムアーキテクチャを採用したことで、高いねじれ剛性と軽量化、高い安全性を高次元で両立させている。なおアルミニウムの使用比率はボディ全体の75%以上で、剛性はXF比で20%向上している。
サスペンションはフロントがXF（X250）と同じダブルウィッシュボーン式だが、リアはXFのマルチリンク式に代わり、ホイールの位置決めが確実になるインテグラルリンク式を新たに採用している。
パワーユニットは、XFで採用済の3.0リットルV型6気筒スーパーチャージャー、レンジローバー・イヴォークなどで採用済の2.0リットル直列4気筒ターボの2種に加え、「INGENIUM（インジニウム）」と名付けられた完全自社開発の新開発2.0リットル直列4気筒ターボディーゼルの計3種から構成される。なお、2.0リットルガソリンと2.0リットルディーゼルは出力特性の違いによって2種（前者は200PSと240PS、後者は163PSと180PS）が存在する。
新開発のINGENIUMは、軽量化と効率化を極限まで追求した、JLRの新世代基幹エンジンである。ディーゼル微粒子除去装置（DPF）や尿素SCRシステムが採用され、「Euro6」だけではなく日本のポスト新長期規制もクリアできるだけの排ガス性能を持つ。また、徹底的に内部摩擦を抑えるように設計され、振動抑制のため、ツイン・バランサーシャフトを採用している。また燃料噴射装置のインジェクターを切り離し、噴射ポンプのドライブ・スプロケットを0.5mmの楕円形とすることで静粛性も向上している。この結果、163PS仕様の燃費は75mpg（約26.5km/リットル）となった。
トランスミッションは全車、ZF製8速ATが標準となるが、ディーゼルのFR仕様に限っては6速MTも選択できる。なお8速ATの操作はジャガー独創の「ジャガー シーケンシャルシフトTM」により介される。
発売当初はFRのみだったが、2016年1月よりFタイプAWDに搭載されるインテリジェント・ドライビング・ダイナミクス・ソフトウェアを採用したAWDも追加された。仕組みとしては、既に採用済のXF同様、マルチプレート湿式クラッチとチェーン・ドライブの組み合わせにより、フロントのプロペラシャフトを駆動するというものである。組み合わされるユニットは3.0リットルV6スーパーチャージャーと180PS仕様の2.0リットルディーゼルのみとなり、いずれも8速ATのみとなる。なお、このシステムは派生SUVであるF-PACEにもそのまま採用される。

## 日本における販売
日本市場においては2015年6月2日、ジャガー・ランドローバー・ジャパンを介して公開。同日より、受注を開始した。
ラインナップにはガソリンエンジン車に加え、日本におけるジャガーブランドとしては初導入となるディーゼルエンジン車（180PS仕様のみ）も投入され、ガソリンエンジン車の販売は2015年8月29日より、ディーゼルエンジン車の販売については追って2016年2月に販売を開始した。
2019年8月2日、2020年モデルが発表された。エクステリアデザインが変更されたほか、ダイヤル式だったシフトセレクターがレバー式に変更された。ジャガーおよびランドローバーで導入が進められているインフォテインメントシステム「Touch Pro Duo」が採用されたほか、ジャガーおよびランドローバーでは初採用となるデジタルルームミラーが装備された。エンジンはガソリン・ディーゼルともインジニウムエンジンに統一され、180psの2リッター直4ディーゼルターボエンジンと250psと300psの2リッター直4ガソリンターボエンジンに整理された。

## 年表
- 2014年9月 - ロンドンでワールドプレミア。
- 2014年10月 - モンディアル・ド・ロトモビルで発表。
- 2015年春 - 欧州市場で販売開始。
- 2015年6月2日 - ジャパンプレミア。
- 2015年8月29日 - 日本での販売を開始。
- 2017年6月29日 - グッドウッド・フェスティバル・オブ・スピードにて、高性能バージョンであるSV プロジェクト8が初公開。JLRのスペシャルビークルオペレーション（SVO）のチームによって、カーボンファイバー製のボディパネル、フロントリップスポイラー、カーボンファイバー製リアウィング、カーボンファイバー製インテリアパネル、アルカンタ－ラ製のインテリアトリム、400mmのカーボンセラミックブレーキディスクなどが搭載される。エンジンは通常のXEとは異なり、5リッターV8エンジンを搭載し、スーパーチャージャーによる過給で最高出力600馬力、最大トルク71.2kg-mを発生する。最高速度321km。世界限定300台。